# Sistema Colle
|   | a | b | c | d | e | f | g | h |   |
| 8 | d4 branco peão · c3 branco peão · d3 branco bispo · e3 branco peão · f3 branco cavalo · a2 branco peão · b2 branco peão · d2 branco cavalo · f2 branco peão · g2 branco peão · h2 branco peão · a1 branco torre · c1 branco bispo · d1 branco rainha · f1 branco torre · h1 branco rei | d4 branco peão · c3 branco peão · d3 branco bispo · e3 branco peão · f3 branco cavalo · a2 branco peão · b2 branco peão · d2 branco cavalo · f2 branco peão · g2 branco peão · h2 branco peão · a1 branco torre · c1 branco bispo · d1 branco rainha · f1 branco torre · h1 branco rei | d4 branco peão · c3 branco peão · d3 branco bispo · e3 branco peão · f3 branco cavalo · a2 branco peão · b2 branco peão · d2 branco cavalo · f2 branco peão · g2 branco peão · h2 branco peão · a1 branco torre · c1 branco bispo · d1 branco rainha · f1 branco torre · h1 branco rei | d4 branco peão · c3 branco peão · d3 branco bispo · e3 branco peão · f3 branco cavalo · a2 branco peão · b2 branco peão · d2 branco cavalo · f2 branco peão · g2 branco peão · h2 branco peão · a1 branco torre · c1 branco bispo · d1 branco rainha · f1 branco torre · h1 branco rei | d4 branco peão · c3 branco peão · d3 branco bispo · e3 branco peão · f3 branco cavalo · a2 branco peão · b2 branco peão · d2 branco cavalo · f2 branco peão · g2 branco peão · h2 branco peão · a1 branco torre · c1 branco bispo · d1 branco rainha · f1 branco torre · h1 branco rei | d4 branco peão · c3 branco peão · d3 branco bispo · e3 branco peão · f3 branco cavalo · a2 branco peão · b2 branco peão · d2 branco cavalo · f2 branco peão · g2 branco peão · h2 branco peão · a1 branco torre · c1 branco bispo · d1 branco rainha · f1 branco torre · h1 branco rei | d4 branco peão · c3 branco peão · d3 branco bispo · e3 branco peão · f3 branco cavalo · a2 branco peão · b2 branco peão · d2 branco cavalo · f2 branco peão · g2 branco peão · h2 branco peão · a1 branco torre · c1 branco bispo · d1 branco rainha · f1 branco torre · h1 branco rei | d4 branco peão · c3 branco peão · d3 branco bispo · e3 branco peão · f3 branco cavalo · a2 branco peão · b2 branco peão · d2 branco cavalo · f2 branco peão · g2 branco peão · h2 branco peão · a1 branco torre · c1 branco bispo · d1 branco rainha · f1 branco torre · h1 branco rei | 8 |
| 7 | d4 branco peão · c3 branco peão · d3 branco bispo · e3 branco peão · f3 branco cavalo · a2 branco peão · b2 branco peão · d2 branco cavalo · f2 branco peão · g2 branco peão · h2 branco peão · a1 branco torre · c1 branco bispo · d1 branco rainha · f1 branco torre · h1 branco rei | d4 branco peão · c3 branco peão · d3 branco bispo · e3 branco peão · f3 branco cavalo · a2 branco peão · b2 branco peão · d2 branco cavalo · f2 branco peão · g2 branco peão · h2 branco peão · a1 branco torre · c1 branco bispo · d1 branco rainha · f1 branco torre · h1 branco rei | d4 branco peão · c3 branco peão · d3 branco bispo · e3 branco peão · f3 branco cavalo · a2 branco peão · b2 branco peão · d2 branco cavalo · f2 branco peão · g2 branco peão · h2 branco peão · a1 branco torre · c1 branco bispo · d1 branco rainha · f1 branco torre · h1 branco rei | d4 branco peão · c3 branco peão · d3 branco bispo · e3 branco peão · f3 branco cavalo · a2 branco peão · b2 branco peão · d2 branco cavalo · f2 branco peão · g2 branco peão · h2 branco peão · a1 branco torre · c1 branco bispo · d1 branco rainha · f1 branco torre · h1 branco rei | d4 branco peão · c3 branco peão · d3 branco bispo · e3 branco peão · f3 branco cavalo · a2 branco peão · b2 branco peão · d2 branco cavalo · f2 branco peão · g2 branco peão · h2 branco peão · a1 branco torre · c1 branco bispo · d1 branco rainha · f1 branco torre · h1 branco rei | d4 branco peão · c3 branco peão · d3 branco bispo · e3 branco peão · f3 branco cavalo · a2 branco peão · b2 branco peão · d2 branco cavalo · f2 branco peão · g2 branco peão · h2 branco peão · a1 branco torre · c1 branco bispo · d1 branco rainha · f1 branco torre · h1 branco rei | d4 branco peão · c3 branco peão · d3 branco bispo · e3 branco peão · f3 branco cavalo · a2 branco peão · b2 branco peão · d2 branco cavalo · f2 branco peão · g2 branco peão · h2 branco peão · a1 branco torre · c1 branco bispo · d1 branco rainha · f1 branco torre · h1 branco rei | d4 branco peão · c3 branco peão · d3 branco bispo · e3 branco peão · f3 branco cavalo · a2 branco peão · b2 branco peão · d2 branco cavalo · f2 branco peão · g2 branco peão · h2 branco peão · a1 branco torre · c1 branco bispo · d1 branco rainha · f1 branco torre · h1 branco rei | 7 |
| 6 | d4 branco peão · c3 branco peão · d3 branco bispo · e3 branco peão · f3 branco cavalo · a2 branco peão · b2 branco peão · d2 branco cavalo · f2 branco peão · g2 branco peão · h2 branco peão · a1 branco torre · c1 branco bispo · d1 branco rainha · f1 branco torre · h1 branco rei | d4 branco peão · c3 branco peão · d3 branco bispo · e3 branco peão · f3 branco cavalo · a2 branco peão · b2 branco peão · d2 branco cavalo · f2 branco peão · g2 branco peão · h2 branco peão · a1 branco torre · c1 branco bispo · d1 branco rainha · f1 branco torre · h1 branco rei | d4 branco peão · c3 branco peão · d3 branco bispo · e3 branco peão · f3 branco cavalo · a2 branco peão · b2 branco peão · d2 branco cavalo · f2 branco peão · g2 branco peão · h2 branco peão · a1 branco torre · c1 branco bispo · d1 branco rainha · f1 branco torre · h1 branco rei | d4 branco peão · c3 branco peão · d3 branco bispo · e3 branco peão · f3 branco cavalo · a2 branco peão · b2 branco peão · d2 branco cavalo · f2 branco peão · g2 branco peão · h2 branco peão · a1 branco torre · c1 branco bispo · d1 branco rainha · f1 branco torre · h1 branco rei | d4 branco peão · c3 branco peão · d3 branco bispo · e3 branco peão · f3 branco cavalo · a2 branco peão · b2 branco peão · d2 branco cavalo · f2 branco peão · g2 branco peão · h2 branco peão · a1 branco torre · c1 branco bispo · d1 branco rainha · f1 branco torre · h1 branco rei | d4 branco peão · c3 branco peão · d3 branco bispo · e3 branco peão · f3 branco cavalo · a2 branco peão · b2 branco peão · d2 branco cavalo · f2 branco peão · g2 branco peão · h2 branco peão · a1 branco torre · c1 branco bispo · d1 branco rainha · f1 branco torre · h1 branco rei | d4 branco peão · c3 branco peão · d3 branco bispo · e3 branco peão · f3 branco cavalo · a2 branco peão · b2 branco peão · d2 branco cavalo · f2 branco peão · g2 branco peão · h2 branco peão · a1 branco torre · c1 branco bispo · d1 branco rainha · f1 branco torre · h1 branco rei | d4 branco peão · c3 branco peão · d3 branco bispo · e3 branco peão · f3 branco cavalo · a2 branco peão · b2 branco peão · d2 branco cavalo · f2 branco peão · g2 branco peão · h2 branco peão · a1 branco torre · c1 branco bispo · d1 branco rainha · f1 branco torre · h1 branco rei | 6 |
| 5 | d4 branco peão · c3 branco peão · d3 branco bispo · e3 branco peão · f3 branco cavalo · a2 branco peão · b2 branco peão · d2 branco cavalo · f2 branco peão · g2 branco peão · h2 branco peão · a1 branco torre · c1 branco bispo · d1 branco rainha · f1 branco torre · h1 branco rei | d4 branco peão · c3 branco peão · d3 branco bispo · e3 branco peão · f3 branco cavalo · a2 branco peão · b2 branco peão · d2 branco cavalo · f2 branco peão · g2 branco peão · h2 branco peão · a1 branco torre · c1 branco bispo · d1 branco rainha · f1 branco torre · h1 branco rei | d4 branco peão · c3 branco peão · d3 branco bispo · e3 branco peão · f3 branco cavalo · a2 branco peão · b2 branco peão · d2 branco cavalo · f2 branco peão · g2 branco peão · h2 branco peão · a1 branco torre · c1 branco bispo · d1 branco rainha · f1 branco torre · h1 branco rei | d4 branco peão · c3 branco peão · d3 branco bispo · e3 branco peão · f3 branco cavalo · a2 branco peão · b2 branco peão · d2 branco cavalo · f2 branco peão · g2 branco peão · h2 branco peão · a1 branco torre · c1 branco bispo · d1 branco rainha · f1 branco torre · h1 branco rei | d4 branco peão · c3 branco peão · d3 branco bispo · e3 branco peão · f3 branco cavalo · a2 branco peão · b2 branco peão · d2 branco cavalo · f2 branco peão · g2 branco peão · h2 branco peão · a1 branco torre · c1 branco bispo · d1 branco rainha · f1 branco torre · h1 branco rei | d4 branco peão · c3 branco peão · d3 branco bispo · e3 branco peão · f3 branco cavalo · a2 branco peão · b2 branco peão · d2 branco cavalo · f2 branco peão · g2 branco peão · h2 branco peão · a1 branco torre · c1 branco bispo · d1 branco rainha · f1 branco torre · h1 branco rei | d4 branco peão · c3 branco peão · d3 branco bispo · e3 branco peão · f3 branco cavalo · a2 branco peão · b2 branco peão · d2 branco cavalo · f2 branco peão · g2 branco peão · h2 branco peão · a1 branco torre · c1 branco bispo · d1 branco rainha · f1 branco torre · h1 branco rei | d4 branco peão · c3 branco peão · d3 branco bispo · e3 branco peão · f3 branco cavalo · a2 branco peão · b2 branco peão · d2 branco cavalo · f2 branco peão · g2 branco peão · h2 branco peão · a1 branco torre · c1 branco bispo · d1 branco rainha · f1 branco torre · h1 branco rei | 5 |
| 4 | d4 branco peão · c3 branco peão · d3 branco bispo · e3 branco peão · f3 branco cavalo · a2 branco peão · b2 branco peão · d2 branco cavalo · f2 branco peão · g2 branco peão · h2 branco peão · a1 branco torre · c1 branco bispo · d1 branco rainha · f1 branco torre · h1 branco rei | d4 branco peão · c3 branco peão · d3 branco bispo · e3 branco peão · f3 branco cavalo · a2 branco peão · b2 branco peão · d2 branco cavalo · f2 branco peão · g2 branco peão · h2 branco peão · a1 branco torre · c1 branco bispo · d1 branco rainha · f1 branco torre · h1 branco rei | d4 branco peão · c3 branco peão · d3 branco bispo · e3 branco peão · f3 branco cavalo · a2 branco peão · b2 branco peão · d2 branco cavalo · f2 branco peão · g2 branco peão · h2 branco peão · a1 branco torre · c1 branco bispo · d1 branco rainha · f1 branco torre · h1 branco rei | d4 branco peão · c3 branco peão · d3 branco bispo · e3 branco peão · f3 branco cavalo · a2 branco peão · b2 branco peão · d2 branco cavalo · f2 branco peão · g2 branco peão · h2 branco peão · a1 branco torre · c1 branco bispo · d1 branco rainha · f1 branco torre · h1 branco rei | d4 branco peão · c3 branco peão · d3 branco bispo · e3 branco peão · f3 branco cavalo · a2 branco peão · b2 branco peão · d2 branco cavalo · f2 branco peão · g2 branco peão · h2 branco peão · a1 branco torre · c1 branco bispo · d1 branco rainha · f1 branco torre · h1 branco rei | d4 branco peão · c3 branco peão · d3 branco bispo · e3 branco peão · f3 branco cavalo · a2 branco peão · b2 branco peão · d2 branco cavalo · f2 branco peão · g2 branco peão · h2 branco peão · a1 branco torre · c1 branco bispo · d1 branco rainha · f1 branco torre · h1 branco rei | d4 branco peão · c3 branco peão · d3 branco bispo · e3 branco peão · f3 branco cavalo · a2 branco peão · b2 branco peão · d2 branco cavalo · f2 branco peão · g2 branco peão · h2 branco peão · a1 branco torre · c1 branco bispo · d1 branco rainha · f1 branco torre · h1 branco rei | d4 branco peão · c3 branco peão · d3 branco bispo · e3 branco peão · f3 branco cavalo · a2 branco peão · b2 branco peão · d2 branco cavalo · f2 branco peão · g2 branco peão · h2 branco peão · a1 branco torre · c1 branco bispo · d1 branco rainha · f1 branco torre · h1 branco rei | 4 |
| 3 | d4 branco peão · c3 branco peão · d3 branco bispo · e3 branco peão · f3 branco cavalo · a2 branco peão · b2 branco peão · d2 branco cavalo · f2 branco peão · g2 branco peão · h2 branco peão · a1 branco torre · c1 branco bispo · d1 branco rainha · f1 branco torre · h1 branco rei | d4 branco peão · c3 branco peão · d3 branco bispo · e3 branco peão · f3 branco cavalo · a2 branco peão · b2 branco peão · d2 branco cavalo · f2 branco peão · g2 branco peão · h2 branco peão · a1 branco torre · c1 branco bispo · d1 branco rainha · f1 branco torre · h1 branco rei | d4 branco peão · c3 branco peão · d3 branco bispo · e3 branco peão · f3 branco cavalo · a2 branco peão · b2 branco peão · d2 branco cavalo · f2 branco peão · g2 branco peão · h2 branco peão · a1 branco torre · c1 branco bispo · d1 branco rainha · f1 branco torre · h1 branco rei | d4 branco peão · c3 branco peão · d3 branco bispo · e3 branco peão · f3 branco cavalo · a2 branco peão · b2 branco peão · d2 branco cavalo · f2 branco peão · g2 branco peão · h2 branco peão · a1 branco torre · c1 branco bispo · d1 branco rainha · f1 branco torre · h1 branco rei | d4 branco peão · c3 branco peão · d3 branco bispo · e3 branco peão · f3 branco cavalo · a2 branco peão · b2 branco peão · d2 branco cavalo · f2 branco peão · g2 branco peão · h2 branco peão · a1 branco torre · c1 branco bispo · d1 branco rainha · f1 branco torre · h1 branco rei | d4 branco peão · c3 branco peão · d3 branco bispo · e3 branco peão · f3 branco cavalo · a2 branco peão · b2 branco peão · d2 branco cavalo · f2 branco peão · g2 branco peão · h2 branco peão · a1 branco torre · c1 branco bispo · d1 branco rainha · f1 branco torre · h1 branco rei | d4 branco peão · c3 branco peão · d3 branco bispo · e3 branco peão · f3 branco cavalo · a2 branco peão · b2 branco peão · d2 branco cavalo · f2 branco peão · g2 branco peão · h2 branco peão · a1 branco torre · c1 branco bispo · d1 branco rainha · f1 branco torre · h1 branco rei | d4 branco peão · c3 branco peão · d3 branco bispo · e3 branco peão · f3 branco cavalo · a2 branco peão · b2 branco peão · d2 branco cavalo · f2 branco peão · g2 branco peão · h2 branco peão · a1 branco torre · c1 branco bispo · d1 branco rainha · f1 branco torre · h1 branco rei | 3 |
| 2 | d4 branco peão · c3 branco peão · d3 branco bispo · e3 branco peão · f3 branco cavalo · a2 branco peão · b2 branco peão · d2 branco cavalo · f2 branco peão · g2 branco peão · h2 branco peão · a1 branco torre · c1 branco bispo · d1 branco rainha · f1 branco torre · h1 branco rei | d4 branco peão · c3 branco peão · d3 branco bispo · e3 branco peão · f3 branco cavalo · a2 branco peão · b2 branco peão · d2 branco cavalo · f2 branco peão · g2 branco peão · h2 branco peão · a1 branco torre · c1 branco bispo · d1 branco rainha · f1 branco torre · h1 branco rei | d4 branco peão · c3 branco peão · d3 branco bispo · e3 branco peão · f3 branco cavalo · a2 branco peão · b2 branco peão · d2 branco cavalo · f2 branco peão · g2 branco peão · h2 branco peão · a1 branco torre · c1 branco bispo · d1 branco rainha · f1 branco torre · h1 branco rei | d4 branco peão · c3 branco peão · d3 branco bispo · e3 branco peão · f3 branco cavalo · a2 branco peão · b2 branco peão · d2 branco cavalo · f2 branco peão · g2 branco peão · h2 branco peão · a1 branco torre · c1 branco bispo · d1 branco rainha · f1 branco torre · h1 branco rei | d4 branco peão · c3 branco peão · d3 branco bispo · e3 branco peão · f3 branco cavalo · a2 branco peão · b2 branco peão · d2 branco cavalo · f2 branco peão · g2 branco peão · h2 branco peão · a1 branco torre · c1 branco bispo · d1 branco rainha · f1 branco torre · h1 branco rei | d4 branco peão · c3 branco peão · d3 branco bispo · e3 branco peão · f3 branco cavalo · a2 branco peão · b2 branco peão · d2 branco cavalo · f2 branco peão · g2 branco peão · h2 branco peão · a1 branco torre · c1 branco bispo · d1 branco rainha · f1 branco torre · h1 branco rei | d4 branco peão · c3 branco peão · d3 branco bispo · e3 branco peão · f3 branco cavalo · a2 branco peão · b2 branco peão · d2 branco cavalo · f2 branco peão · g2 branco peão · h2 branco peão · a1 branco torre · c1 branco bispo · d1 branco rainha · f1 branco torre · h1 branco rei | d4 branco peão · c3 branco peão · d3 branco bispo · e3 branco peão · f3 branco cavalo · a2 branco peão · b2 branco peão · d2 branco cavalo · f2 branco peão · g2 branco peão · h2 branco peão · a1 branco torre · c1 branco bispo · d1 branco rainha · f1 branco torre · h1 branco rei | 2 |
| 1 | d4 branco peão · c3 branco peão · d3 branco bispo · e3 branco peão · f3 branco cavalo · a2 branco peão · b2 branco peão · d2 branco cavalo · f2 branco peão · g2 branco peão · h2 branco peão · a1 branco torre · c1 branco bispo · d1 branco rainha · f1 branco torre · h1 branco rei | d4 branco peão · c3 branco peão · d3 branco bispo · e3 branco peão · f3 branco cavalo · a2 branco peão · b2 branco peão · d2 branco cavalo · f2 branco peão · g2 branco peão · h2 branco peão · a1 branco torre · c1 branco bispo · d1 branco rainha · f1 branco torre · h1 branco rei | d4 branco peão · c3 branco peão · d3 branco bispo · e3 branco peão · f3 branco cavalo · a2 branco peão · b2 branco peão · d2 branco cavalo · f2 branco peão · g2 branco peão · h2 branco peão · a1 branco torre · c1 branco bispo · d1 branco rainha · f1 branco torre · h1 branco rei | d4 branco peão · c3 branco peão · d3 branco bispo · e3 branco peão · f3 branco cavalo · a2 branco peão · b2 branco peão · d2 branco cavalo · f2 branco peão · g2 branco peão · h2 branco peão · a1 branco torre · c1 branco bispo · d1 branco rainha · f1 branco torre · h1 branco rei | d4 branco peão · c3 branco peão · d3 branco bispo · e3 branco peão · f3 branco cavalo · a2 branco peão · b2 branco peão · d2 branco cavalo · f2 branco peão · g2 branco peão · h2 branco peão · a1 branco torre · c1 branco bispo · d1 branco rainha · f1 branco torre · h1 branco rei | d4 branco peão · c3 branco peão · d3 branco bispo · e3 branco peão · f3 branco cavalo · a2 branco peão · b2 branco peão · d2 branco cavalo · f2 branco peão · g2 branco peão · h2 branco peão · a1 branco torre · c1 branco bispo · d1 branco rainha · f1 branco torre · h1 branco rei | d4 branco peão · c3 branco peão · d3 branco bispo · e3 branco peão · f3 branco cavalo · a2 branco peão · b2 branco peão · d2 branco cavalo · f2 branco peão · g2 branco peão · h2 branco peão · a1 branco torre · c1 branco bispo · d1 branco rainha · f1 branco torre · h1 branco rei | d4 branco peão · c3 branco peão · d3 branco bispo · e3 branco peão · f3 branco cavalo · a2 branco peão · b2 branco peão · d2 branco cavalo · f2 branco peão · g2 branco peão · h2 branco peão · a1 branco torre · c1 branco bispo · d1 branco rainha · f1 branco torre · h1 branco rei | 1 |
|   | a | b | c | d | e | f | g | h |   |

O Sistema Colle é uma abertura de xadrez introduzida pelo belga Edgard Colle no início dos anos 20. É uma variante da Abertura do Peão da Dama, caracterizada pelo sistemático desenvolvimento das peças menores brancas, visando o avanço do peão do rei à e4. Apesar de ser considerada uma abertura sólida, é também muito inflexível, o que a torna pouco popular nos jogos dos Grandes Mestres.
O Sistema Colle é mais um esquema de jogo do que uma abertura. As brancas jogam d4, Cf3, e3, Bd3, 0-0, Cbd2 e possivelmente c3, quase sem importar com o que respondam as negras. A teoria de aberturas tem uma importância secundária.
Como o Sistema Colle praticamente ignora as respostas das pretas, é considerado uma boa ferramenta para jogos Blitz, para evitar variações de jogadas pelas pretas ou para forçar o oponente a pensar no início do jogo.

## Sistema Colle-Zukertort
Uma variante muito utilizada do Sistema Colle é o Sistema Colle-Zukertort, que, ao invés de avançar o peão do bispo da dama a c3, avança o peão do cavalo da dama a b3, desenvolvendo o bispo de casas escuras com o fianchetto.
O plano branco, nesse sistema, consiste num ataque à ala do rei, mais precisamente ao roque menor preto. As brancas planejam avançar o peão do rei a e4, e tirar o cavalo preto de f6, seja por meio da troca dos peões em e4 ou por um avanço a e5. Isso remove a proteção do peão preto de h7, permitindo o sacrifício do bispo com Bxh7, o chamado Sacrifício Clássico do Bispo, como Colle fez nessa partida:
- Colle vs. O'Hanlon - Nice, 1930.

| 1.d4 d5 2.Cf3 Cf6 3.e3 c5 4.c3 e6 5.Bd3 Bd6 6.Cbd2 Cbd7 7.O-O O-O 8.Te1 Te8 9.e4 dxe4 10.Cxe4 Cxe4 11.Bxe4 cxd4 12.Bxh7+ Rxh7 13.Cg5+ Rg6 14.h4 Th8 15.Txe6+ Cf6 16.h5+ Rh6 17.Txd6 Da5 18.Cxf7+ Rh7 19.Cg5+ Rg8 20.Db3+ 1-0 (Pretas abandonam) |

Entretanto, as pretas possuem uma variedade de Sistemas Anti-Colle, sendo um dos mais dinâmicos a Defesa Índia da Dama. A técnica é bem ilustrada na partida Colle-Capablanca de 1929:
- Colle vs. Capablanca - 1929

| 1.d4 Cf6 2.Cf3 b6 3.e3 Bb7 4.Cbd2 e6 5.Bd3 c5 6.O-O Cc6 7.c3 Be7 8.e4 cxd4 9.Cxd4 O-O 10.De2 Ce5 11.Bc2 Dc8 12.f4 Ba6 13.Dd1 Cc6 14.Tf3 g6 15.C2b3 Cxd4 16.Cxd4 Bb7 17.De2 Bc5 18.Th3 Dc6 19.e5 Cd5 20.Df2 Bxd4 21.cxd4 Tac8 22.Bd1 f6 23.Dh4 Tf7 24.Bf3 Dc4 25.Be3 Cxe3 26.Bxb7 Cf5 27.De1 Tc7 28.Be4 Dxd4+ 29.Rh1 fxe5 30.Bxf5 exf5 31.fxe5 Te7 32.Te3 Dxb2 33.e6 dxe6 34.Txe6 Rf7 0-1 (Brancas abandonam) |

## Principais Variações
|   | a | b | c | d | e | f | g | h |   |
| 8 | a8 preto torre · b8 preto cavalo · c8 preto bispo · d8 preto rainha · e8 preto rei · f8 preto bispo · h8 preto torre · a7 preto peão · b7 preto peão · e7 preto peão · f7 preto peão · g7 preto peão · h7 preto peão · f6 preto cavalo · c5 preto peão · d5 preto peão · d4 branco peão · c3 branco peão · d3 branco bispo · e3 branco peão · f3 branco cavalo · a2 branco peão · b2 branco peão · f2 branco peão · g2 branco peão · h2 branco peão · a1 branco torre · b1 branco cavalo · c1 branco bispo · d1 branco rainha · e1 branco rei · h1 branco torre | a8 preto torre · b8 preto cavalo · c8 preto bispo · d8 preto rainha · e8 preto rei · f8 preto bispo · h8 preto torre · a7 preto peão · b7 preto peão · e7 preto peão · f7 preto peão · g7 preto peão · h7 preto peão · f6 preto cavalo · c5 preto peão · d5 preto peão · d4 branco peão · c3 branco peão · d3 branco bispo · e3 branco peão · f3 branco cavalo · a2 branco peão · b2 branco peão · f2 branco peão · g2 branco peão · h2 branco peão · a1 branco torre · b1 branco cavalo · c1 branco bispo · d1 branco rainha · e1 branco rei · h1 branco torre | a8 preto torre · b8 preto cavalo · c8 preto bispo · d8 preto rainha · e8 preto rei · f8 preto bispo · h8 preto torre · a7 preto peão · b7 preto peão · e7 preto peão · f7 preto peão · g7 preto peão · h7 preto peão · f6 preto cavalo · c5 preto peão · d5 preto peão · d4 branco peão · c3 branco peão · d3 branco bispo · e3 branco peão · f3 branco cavalo · a2 branco peão · b2 branco peão · f2 branco peão · g2 branco peão · h2 branco peão · a1 branco torre · b1 branco cavalo · c1 branco bispo · d1 branco rainha · e1 branco rei · h1 branco torre | a8 preto torre · b8 preto cavalo · c8 preto bispo · d8 preto rainha · e8 preto rei · f8 preto bispo · h8 preto torre · a7 preto peão · b7 preto peão · e7 preto peão · f7 preto peão · g7 preto peão · h7 preto peão · f6 preto cavalo · c5 preto peão · d5 preto peão · d4 branco peão · c3 branco peão · d3 branco bispo · e3 branco peão · f3 branco cavalo · a2 branco peão · b2 branco peão · f2 branco peão · g2 branco peão · h2 branco peão · a1 branco torre · b1 branco cavalo · c1 branco bispo · d1 branco rainha · e1 branco rei · h1 branco torre | a8 preto torre · b8 preto cavalo · c8 preto bispo · d8 preto rainha · e8 preto rei · f8 preto bispo · h8 preto torre · a7 preto peão · b7 preto peão · e7 preto peão · f7 preto peão · g7 preto peão · h7 preto peão · f6 preto cavalo · c5 preto peão · d5 preto peão · d4 branco peão · c3 branco peão · d3 branco bispo · e3 branco peão · f3 branco cavalo · a2 branco peão · b2 branco peão · f2 branco peão · g2 branco peão · h2 branco peão · a1 branco torre · b1 branco cavalo · c1 branco bispo · d1 branco rainha · e1 branco rei · h1 branco torre | a8 preto torre · b8 preto cavalo · c8 preto bispo · d8 preto rainha · e8 preto rei · f8 preto bispo · h8 preto torre · a7 preto peão · b7 preto peão · e7 preto peão · f7 preto peão · g7 preto peão · h7 preto peão · f6 preto cavalo · c5 preto peão · d5 preto peão · d4 branco peão · c3 branco peão · d3 branco bispo · e3 branco peão · f3 branco cavalo · a2 branco peão · b2 branco peão · f2 branco peão · g2 branco peão · h2 branco peão · a1 branco torre · b1 branco cavalo · c1 branco bispo · d1 branco rainha · e1 branco rei · h1 branco torre | a8 preto torre · b8 preto cavalo · c8 preto bispo · d8 preto rainha · e8 preto rei · f8 preto bispo · h8 preto torre · a7 preto peão · b7 preto peão · e7 preto peão · f7 preto peão · g7 preto peão · h7 preto peão · f6 preto cavalo · c5 preto peão · d5 preto peão · d4 branco peão · c3 branco peão · d3 branco bispo · e3 branco peão · f3 branco cavalo · a2 branco peão · b2 branco peão · f2 branco peão · g2 branco peão · h2 branco peão · a1 branco torre · b1 branco cavalo · c1 branco bispo · d1 branco rainha · e1 branco rei · h1 branco torre | a8 preto torre · b8 preto cavalo · c8 preto bispo · d8 preto rainha · e8 preto rei · f8 preto bispo · h8 preto torre · a7 preto peão · b7 preto peão · e7 preto peão · f7 preto peão · g7 preto peão · h7 preto peão · f6 preto cavalo · c5 preto peão · d5 preto peão · d4 branco peão · c3 branco peão · d3 branco bispo · e3 branco peão · f3 branco cavalo · a2 branco peão · b2 branco peão · f2 branco peão · g2 branco peão · h2 branco peão · a1 branco torre · b1 branco cavalo · c1 branco bispo · d1 branco rainha · e1 branco rei · h1 branco torre | 8 |
| 7 | a8 preto torre · b8 preto cavalo · c8 preto bispo · d8 preto rainha · e8 preto rei · f8 preto bispo · h8 preto torre · a7 preto peão · b7 preto peão · e7 preto peão · f7 preto peão · g7 preto peão · h7 preto peão · f6 preto cavalo · c5 preto peão · d5 preto peão · d4 branco peão · c3 branco peão · d3 branco bispo · e3 branco peão · f3 branco cavalo · a2 branco peão · b2 branco peão · f2 branco peão · g2 branco peão · h2 branco peão · a1 branco torre · b1 branco cavalo · c1 branco bispo · d1 branco rainha · e1 branco rei · h1 branco torre | a8 preto torre · b8 preto cavalo · c8 preto bispo · d8 preto rainha · e8 preto rei · f8 preto bispo · h8 preto torre · a7 preto peão · b7 preto peão · e7 preto peão · f7 preto peão · g7 preto peão · h7 preto peão · f6 preto cavalo · c5 preto peão · d5 preto peão · d4 branco peão · c3 branco peão · d3 branco bispo · e3 branco peão · f3 branco cavalo · a2 branco peão · b2 branco peão · f2 branco peão · g2 branco peão · h2 branco peão · a1 branco torre · b1 branco cavalo · c1 branco bispo · d1 branco rainha · e1 branco rei · h1 branco torre | a8 preto torre · b8 preto cavalo · c8 preto bispo · d8 preto rainha · e8 preto rei · f8 preto bispo · h8 preto torre · a7 preto peão · b7 preto peão · e7 preto peão · f7 preto peão · g7 preto peão · h7 preto peão · f6 preto cavalo · c5 preto peão · d5 preto peão · d4 branco peão · c3 branco peão · d3 branco bispo · e3 branco peão · f3 branco cavalo · a2 branco peão · b2 branco peão · f2 branco peão · g2 branco peão · h2 branco peão · a1 branco torre · b1 branco cavalo · c1 branco bispo · d1 branco rainha · e1 branco rei · h1 branco torre | a8 preto torre · b8 preto cavalo · c8 preto bispo · d8 preto rainha · e8 preto rei · f8 preto bispo · h8 preto torre · a7 preto peão · b7 preto peão · e7 preto peão · f7 preto peão · g7 preto peão · h7 preto peão · f6 preto cavalo · c5 preto peão · d5 preto peão · d4 branco peão · c3 branco peão · d3 branco bispo · e3 branco peão · f3 branco cavalo · a2 branco peão · b2 branco peão · f2 branco peão · g2 branco peão · h2 branco peão · a1 branco torre · b1 branco cavalo · c1 branco bispo · d1 branco rainha · e1 branco rei · h1 branco torre | a8 preto torre · b8 preto cavalo · c8 preto bispo · d8 preto rainha · e8 preto rei · f8 preto bispo · h8 preto torre · a7 preto peão · b7 preto peão · e7 preto peão · f7 preto peão · g7 preto peão · h7 preto peão · f6 preto cavalo · c5 preto peão · d5 preto peão · d4 branco peão · c3 branco peão · d3 branco bispo · e3 branco peão · f3 branco cavalo · a2 branco peão · b2 branco peão · f2 branco peão · g2 branco peão · h2 branco peão · a1 branco torre · b1 branco cavalo · c1 branco bispo · d1 branco rainha · e1 branco rei · h1 branco torre | a8 preto torre · b8 preto cavalo · c8 preto bispo · d8 preto rainha · e8 preto rei · f8 preto bispo · h8 preto torre · a7 preto peão · b7 preto peão · e7 preto peão · f7 preto peão · g7 preto peão · h7 preto peão · f6 preto cavalo · c5 preto peão · d5 preto peão · d4 branco peão · c3 branco peão · d3 branco bispo · e3 branco peão · f3 branco cavalo · a2 branco peão · b2 branco peão · f2 branco peão · g2 branco peão · h2 branco peão · a1 branco torre · b1 branco cavalo · c1 branco bispo · d1 branco rainha · e1 branco rei · h1 branco torre | a8 preto torre · b8 preto cavalo · c8 preto bispo · d8 preto rainha · e8 preto rei · f8 preto bispo · h8 preto torre · a7 preto peão · b7 preto peão · e7 preto peão · f7 preto peão · g7 preto peão · h7 preto peão · f6 preto cavalo · c5 preto peão · d5 preto peão · d4 branco peão · c3 branco peão · d3 branco bispo · e3 branco peão · f3 branco cavalo · a2 branco peão · b2 branco peão · f2 branco peão · g2 branco peão · h2 branco peão · a1 branco torre · b1 branco cavalo · c1 branco bispo · d1 branco rainha · e1 branco rei · h1 branco torre | a8 preto torre · b8 preto cavalo · c8 preto bispo · d8 preto rainha · e8 preto rei · f8 preto bispo · h8 preto torre · a7 preto peão · b7 preto peão · e7 preto peão · f7 preto peão · g7 preto peão · h7 preto peão · f6 preto cavalo · c5 preto peão · d5 preto peão · d4 branco peão · c3 branco peão · d3 branco bispo · e3 branco peão · f3 branco cavalo · a2 branco peão · b2 branco peão · f2 branco peão · g2 branco peão · h2 branco peão · a1 branco torre · b1 branco cavalo · c1 branco bispo · d1 branco rainha · e1 branco rei · h1 branco torre | 7 |
| 6 | a8 preto torre · b8 preto cavalo · c8 preto bispo · d8 preto rainha · e8 preto rei · f8 preto bispo · h8 preto torre · a7 preto peão · b7 preto peão · e7 preto peão · f7 preto peão · g7 preto peão · h7 preto peão · f6 preto cavalo · c5 preto peão · d5 preto peão · d4 branco peão · c3 branco peão · d3 branco bispo · e3 branco peão · f3 branco cavalo · a2 branco peão · b2 branco peão · f2 branco peão · g2 branco peão · h2 branco peão · a1 branco torre · b1 branco cavalo · c1 branco bispo · d1 branco rainha · e1 branco rei · h1 branco torre | a8 preto torre · b8 preto cavalo · c8 preto bispo · d8 preto rainha · e8 preto rei · f8 preto bispo · h8 preto torre · a7 preto peão · b7 preto peão · e7 preto peão · f7 preto peão · g7 preto peão · h7 preto peão · f6 preto cavalo · c5 preto peão · d5 preto peão · d4 branco peão · c3 branco peão · d3 branco bispo · e3 branco peão · f3 branco cavalo · a2 branco peão · b2 branco peão · f2 branco peão · g2 branco peão · h2 branco peão · a1 branco torre · b1 branco cavalo · c1 branco bispo · d1 branco rainha · e1 branco rei · h1 branco torre | a8 preto torre · b8 preto cavalo · c8 preto bispo · d8 preto rainha · e8 preto rei · f8 preto bispo · h8 preto torre · a7 preto peão · b7 preto peão · e7 preto peão · f7 preto peão · g7 preto peão · h7 preto peão · f6 preto cavalo · c5 preto peão · d5 preto peão · d4 branco peão · c3 branco peão · d3 branco bispo · e3 branco peão · f3 branco cavalo · a2 branco peão · b2 branco peão · f2 branco peão · g2 branco peão · h2 branco peão · a1 branco torre · b1 branco cavalo · c1 branco bispo · d1 branco rainha · e1 branco rei · h1 branco torre | a8 preto torre · b8 preto cavalo · c8 preto bispo · d8 preto rainha · e8 preto rei · f8 preto bispo · h8 preto torre · a7 preto peão · b7 preto peão · e7 preto peão · f7 preto peão · g7 preto peão · h7 preto peão · f6 preto cavalo · c5 preto peão · d5 preto peão · d4 branco peão · c3 branco peão · d3 branco bispo · e3 branco peão · f3 branco cavalo · a2 branco peão · b2 branco peão · f2 branco peão · g2 branco peão · h2 branco peão · a1 branco torre · b1 branco cavalo · c1 branco bispo · d1 branco rainha · e1 branco rei · h1 branco torre | a8 preto torre · b8 preto cavalo · c8 preto bispo · d8 preto rainha · e8 preto rei · f8 preto bispo · h8 preto torre · a7 preto peão · b7 preto peão · e7 preto peão · f7 preto peão · g7 preto peão · h7 preto peão · f6 preto cavalo · c5 preto peão · d5 preto peão · d4 branco peão · c3 branco peão · d3 branco bispo · e3 branco peão · f3 branco cavalo · a2 branco peão · b2 branco peão · f2 branco peão · g2 branco peão · h2 branco peão · a1 branco torre · b1 branco cavalo · c1 branco bispo · d1 branco rainha · e1 branco rei · h1 branco torre | a8 preto torre · b8 preto cavalo · c8 preto bispo · d8 preto rainha · e8 preto rei · f8 preto bispo · h8 preto torre · a7 preto peão · b7 preto peão · e7 preto peão · f7 preto peão · g7 preto peão · h7 preto peão · f6 preto cavalo · c5 preto peão · d5 preto peão · d4 branco peão · c3 branco peão · d3 branco bispo · e3 branco peão · f3 branco cavalo · a2 branco peão · b2 branco peão · f2 branco peão · g2 branco peão · h2 branco peão · a1 branco torre · b1 branco cavalo · c1 branco bispo · d1 branco rainha · e1 branco rei · h1 branco torre | a8 preto torre · b8 preto cavalo · c8 preto bispo · d8 preto rainha · e8 preto rei · f8 preto bispo · h8 preto torre · a7 preto peão · b7 preto peão · e7 preto peão · f7 preto peão · g7 preto peão · h7 preto peão · f6 preto cavalo · c5 preto peão · d5 preto peão · d4 branco peão · c3 branco peão · d3 branco bispo · e3 branco peão · f3 branco cavalo · a2 branco peão · b2 branco peão · f2 branco peão · g2 branco peão · h2 branco peão · a1 branco torre · b1 branco cavalo · c1 branco bispo · d1 branco rainha · e1 branco rei · h1 branco torre | a8 preto torre · b8 preto cavalo · c8 preto bispo · d8 preto rainha · e8 preto rei · f8 preto bispo · h8 preto torre · a7 preto peão · b7 preto peão · e7 preto peão · f7 preto peão · g7 preto peão · h7 preto peão · f6 preto cavalo · c5 preto peão · d5 preto peão · d4 branco peão · c3 branco peão · d3 branco bispo · e3 branco peão · f3 branco cavalo · a2 branco peão · b2 branco peão · f2 branco peão · g2 branco peão · h2 branco peão · a1 branco torre · b1 branco cavalo · c1 branco bispo · d1 branco rainha · e1 branco rei · h1 branco torre | 6 |
| 5 | a8 preto torre · b8 preto cavalo · c8 preto bispo · d8 preto rainha · e8 preto rei · f8 preto bispo · h8 preto torre · a7 preto peão · b7 preto peão · e7 preto peão · f7 preto peão · g7 preto peão · h7 preto peão · f6 preto cavalo · c5 preto peão · d5 preto peão · d4 branco peão · c3 branco peão · d3 branco bispo · e3 branco peão · f3 branco cavalo · a2 branco peão · b2 branco peão · f2 branco peão · g2 branco peão · h2 branco peão · a1 branco torre · b1 branco cavalo · c1 branco bispo · d1 branco rainha · e1 branco rei · h1 branco torre | a8 preto torre · b8 preto cavalo · c8 preto bispo · d8 preto rainha · e8 preto rei · f8 preto bispo · h8 preto torre · a7 preto peão · b7 preto peão · e7 preto peão · f7 preto peão · g7 preto peão · h7 preto peão · f6 preto cavalo · c5 preto peão · d5 preto peão · d4 branco peão · c3 branco peão · d3 branco bispo · e3 branco peão · f3 branco cavalo · a2 branco peão · b2 branco peão · f2 branco peão · g2 branco peão · h2 branco peão · a1 branco torre · b1 branco cavalo · c1 branco bispo · d1 branco rainha · e1 branco rei · h1 branco torre | a8 preto torre · b8 preto cavalo · c8 preto bispo · d8 preto rainha · e8 preto rei · f8 preto bispo · h8 preto torre · a7 preto peão · b7 preto peão · e7 preto peão · f7 preto peão · g7 preto peão · h7 preto peão · f6 preto cavalo · c5 preto peão · d5 preto peão · d4 branco peão · c3 branco peão · d3 branco bispo · e3 branco peão · f3 branco cavalo · a2 branco peão · b2 branco peão · f2 branco peão · g2 branco peão · h2 branco peão · a1 branco torre · b1 branco cavalo · c1 branco bispo · d1 branco rainha · e1 branco rei · h1 branco torre | a8 preto torre · b8 preto cavalo · c8 preto bispo · d8 preto rainha · e8 preto rei · f8 preto bispo · h8 preto torre · a7 preto peão · b7 preto peão · e7 preto peão · f7 preto peão · g7 preto peão · h7 preto peão · f6 preto cavalo · c5 preto peão · d5 preto peão · d4 branco peão · c3 branco peão · d3 branco bispo · e3 branco peão · f3 branco cavalo · a2 branco peão · b2 branco peão · f2 branco peão · g2 branco peão · h2 branco peão · a1 branco torre · b1 branco cavalo · c1 branco bispo · d1 branco rainha · e1 branco rei · h1 branco torre | a8 preto torre · b8 preto cavalo · c8 preto bispo · d8 preto rainha · e8 preto rei · f8 preto bispo · h8 preto torre · a7 preto peão · b7 preto peão · e7 preto peão · f7 preto peão · g7 preto peão · h7 preto peão · f6 preto cavalo · c5 preto peão · d5 preto peão · d4 branco peão · c3 branco peão · d3 branco bispo · e3 branco peão · f3 branco cavalo · a2 branco peão · b2 branco peão · f2 branco peão · g2 branco peão · h2 branco peão · a1 branco torre · b1 branco cavalo · c1 branco bispo · d1 branco rainha · e1 branco rei · h1 branco torre | a8 preto torre · b8 preto cavalo · c8 preto bispo · d8 preto rainha · e8 preto rei · f8 preto bispo · h8 preto torre · a7 preto peão · b7 preto peão · e7 preto peão · f7 preto peão · g7 preto peão · h7 preto peão · f6 preto cavalo · c5 preto peão · d5 preto peão · d4 branco peão · c3 branco peão · d3 branco bispo · e3 branco peão · f3 branco cavalo · a2 branco peão · b2 branco peão · f2 branco peão · g2 branco peão · h2 branco peão · a1 branco torre · b1 branco cavalo · c1 branco bispo · d1 branco rainha · e1 branco rei · h1 branco torre | a8 preto torre · b8 preto cavalo · c8 preto bispo · d8 preto rainha · e8 preto rei · f8 preto bispo · h8 preto torre · a7 preto peão · b7 preto peão · e7 preto peão · f7 preto peão · g7 preto peão · h7 preto peão · f6 preto cavalo · c5 preto peão · d5 preto peão · d4 branco peão · c3 branco peão · d3 branco bispo · e3 branco peão · f3 branco cavalo · a2 branco peão · b2 branco peão · f2 branco peão · g2 branco peão · h2 branco peão · a1 branco torre · b1 branco cavalo · c1 branco bispo · d1 branco rainha · e1 branco rei · h1 branco torre | a8 preto torre · b8 preto cavalo · c8 preto bispo · d8 preto rainha · e8 preto rei · f8 preto bispo · h8 preto torre · a7 preto peão · b7 preto peão · e7 preto peão · f7 preto peão · g7 preto peão · h7 preto peão · f6 preto cavalo · c5 preto peão · d5 preto peão · d4 branco peão · c3 branco peão · d3 branco bispo · e3 branco peão · f3 branco cavalo · a2 branco peão · b2 branco peão · f2 branco peão · g2 branco peão · h2 branco peão · a1 branco torre · b1 branco cavalo · c1 branco bispo · d1 branco rainha · e1 branco rei · h1 branco torre | 5 |
| 4 | a8 preto torre · b8 preto cavalo · c8 preto bispo · d8 preto rainha · e8 preto rei · f8 preto bispo · h8 preto torre · a7 preto peão · b7 preto peão · e7 preto peão · f7 preto peão · g7 preto peão · h7 preto peão · f6 preto cavalo · c5 preto peão · d5 preto peão · d4 branco peão · c3 branco peão · d3 branco bispo · e3 branco peão · f3 branco cavalo · a2 branco peão · b2 branco peão · f2 branco peão · g2 branco peão · h2 branco peão · a1 branco torre · b1 branco cavalo · c1 branco bispo · d1 branco rainha · e1 branco rei · h1 branco torre | a8 preto torre · b8 preto cavalo · c8 preto bispo · d8 preto rainha · e8 preto rei · f8 preto bispo · h8 preto torre · a7 preto peão · b7 preto peão · e7 preto peão · f7 preto peão · g7 preto peão · h7 preto peão · f6 preto cavalo · c5 preto peão · d5 preto peão · d4 branco peão · c3 branco peão · d3 branco bispo · e3 branco peão · f3 branco cavalo · a2 branco peão · b2 branco peão · f2 branco peão · g2 branco peão · h2 branco peão · a1 branco torre · b1 branco cavalo · c1 branco bispo · d1 branco rainha · e1 branco rei · h1 branco torre | a8 preto torre · b8 preto cavalo · c8 preto bispo · d8 preto rainha · e8 preto rei · f8 preto bispo · h8 preto torre · a7 preto peão · b7 preto peão · e7 preto peão · f7 preto peão · g7 preto peão · h7 preto peão · f6 preto cavalo · c5 preto peão · d5 preto peão · d4 branco peão · c3 branco peão · d3 branco bispo · e3 branco peão · f3 branco cavalo · a2 branco peão · b2 branco peão · f2 branco peão · g2 branco peão · h2 branco peão · a1 branco torre · b1 branco cavalo · c1 branco bispo · d1 branco rainha · e1 branco rei · h1 branco torre | a8 preto torre · b8 preto cavalo · c8 preto bispo · d8 preto rainha · e8 preto rei · f8 preto bispo · h8 preto torre · a7 preto peão · b7 preto peão · e7 preto peão · f7 preto peão · g7 preto peão · h7 preto peão · f6 preto cavalo · c5 preto peão · d5 preto peão · d4 branco peão · c3 branco peão · d3 branco bispo · e3 branco peão · f3 branco cavalo · a2 branco peão · b2 branco peão · f2 branco peão · g2 branco peão · h2 branco peão · a1 branco torre · b1 branco cavalo · c1 branco bispo · d1 branco rainha · e1 branco rei · h1 branco torre | a8 preto torre · b8 preto cavalo · c8 preto bispo · d8 preto rainha · e8 preto rei · f8 preto bispo · h8 preto torre · a7 preto peão · b7 preto peão · e7 preto peão · f7 preto peão · g7 preto peão · h7 preto peão · f6 preto cavalo · c5 preto peão · d5 preto peão · d4 branco peão · c3 branco peão · d3 branco bispo · e3 branco peão · f3 branco cavalo · a2 branco peão · b2 branco peão · f2 branco peão · g2 branco peão · h2 branco peão · a1 branco torre · b1 branco cavalo · c1 branco bispo · d1 branco rainha · e1 branco rei · h1 branco torre | a8 preto torre · b8 preto cavalo · c8 preto bispo · d8 preto rainha · e8 preto rei · f8 preto bispo · h8 preto torre · a7 preto peão · b7 preto peão · e7 preto peão · f7 preto peão · g7 preto peão · h7 preto peão · f6 preto cavalo · c5 preto peão · d5 preto peão · d4 branco peão · c3 branco peão · d3 branco bispo · e3 branco peão · f3 branco cavalo · a2 branco peão · b2 branco peão · f2 branco peão · g2 branco peão · h2 branco peão · a1 branco torre · b1 branco cavalo · c1 branco bispo · d1 branco rainha · e1 branco rei · h1 branco torre | a8 preto torre · b8 preto cavalo · c8 preto bispo · d8 preto rainha · e8 preto rei · f8 preto bispo · h8 preto torre · a7 preto peão · b7 preto peão · e7 preto peão · f7 preto peão · g7 preto peão · h7 preto peão · f6 preto cavalo · c5 preto peão · d5 preto peão · d4 branco peão · c3 branco peão · d3 branco bispo · e3 branco peão · f3 branco cavalo · a2 branco peão · b2 branco peão · f2 branco peão · g2 branco peão · h2 branco peão · a1 branco torre · b1 branco cavalo · c1 branco bispo · d1 branco rainha · e1 branco rei · h1 branco torre | a8 preto torre · b8 preto cavalo · c8 preto bispo · d8 preto rainha · e8 preto rei · f8 preto bispo · h8 preto torre · a7 preto peão · b7 preto peão · e7 preto peão · f7 preto peão · g7 preto peão · h7 preto peão · f6 preto cavalo · c5 preto peão · d5 preto peão · d4 branco peão · c3 branco peão · d3 branco bispo · e3 branco peão · f3 branco cavalo · a2 branco peão · b2 branco peão · f2 branco peão · g2 branco peão · h2 branco peão · a1 branco torre · b1 branco cavalo · c1 branco bispo · d1 branco rainha · e1 branco rei · h1 branco torre | 4 |
| 3 | a8 preto torre · b8 preto cavalo · c8 preto bispo · d8 preto rainha · e8 preto rei · f8 preto bispo · h8 preto torre · a7 preto peão · b7 preto peão · e7 preto peão · f7 preto peão · g7 preto peão · h7 preto peão · f6 preto cavalo · c5 preto peão · d5 preto peão · d4 branco peão · c3 branco peão · d3 branco bispo · e3 branco peão · f3 branco cavalo · a2 branco peão · b2 branco peão · f2 branco peão · g2 branco peão · h2 branco peão · a1 branco torre · b1 branco cavalo · c1 branco bispo · d1 branco rainha · e1 branco rei · h1 branco torre | a8 preto torre · b8 preto cavalo · c8 preto bispo · d8 preto rainha · e8 preto rei · f8 preto bispo · h8 preto torre · a7 preto peão · b7 preto peão · e7 preto peão · f7 preto peão · g7 preto peão · h7 preto peão · f6 preto cavalo · c5 preto peão · d5 preto peão · d4 branco peão · c3 branco peão · d3 branco bispo · e3 branco peão · f3 branco cavalo · a2 branco peão · b2 branco peão · f2 branco peão · g2 branco peão · h2 branco peão · a1 branco torre · b1 branco cavalo · c1 branco bispo · d1 branco rainha · e1 branco rei · h1 branco torre | a8 preto torre · b8 preto cavalo · c8 preto bispo · d8 preto rainha · e8 preto rei · f8 preto bispo · h8 preto torre · a7 preto peão · b7 preto peão · e7 preto peão · f7 preto peão · g7 preto peão · h7 preto peão · f6 preto cavalo · c5 preto peão · d5 preto peão · d4 branco peão · c3 branco peão · d3 branco bispo · e3 branco peão · f3 branco cavalo · a2 branco peão · b2 branco peão · f2 branco peão · g2 branco peão · h2 branco peão · a1 branco torre · b1 branco cavalo · c1 branco bispo · d1 branco rainha · e1 branco rei · h1 branco torre | a8 preto torre · b8 preto cavalo · c8 preto bispo · d8 preto rainha · e8 preto rei · f8 preto bispo · h8 preto torre · a7 preto peão · b7 preto peão · e7 preto peão · f7 preto peão · g7 preto peão · h7 preto peão · f6 preto cavalo · c5 preto peão · d5 preto peão · d4 branco peão · c3 branco peão · d3 branco bispo · e3 branco peão · f3 branco cavalo · a2 branco peão · b2 branco peão · f2 branco peão · g2 branco peão · h2 branco peão · a1 branco torre · b1 branco cavalo · c1 branco bispo · d1 branco rainha · e1 branco rei · h1 branco torre | a8 preto torre · b8 preto cavalo · c8 preto bispo · d8 preto rainha · e8 preto rei · f8 preto bispo · h8 preto torre · a7 preto peão · b7 preto peão · e7 preto peão · f7 preto peão · g7 preto peão · h7 preto peão · f6 preto cavalo · c5 preto peão · d5 preto peão · d4 branco peão · c3 branco peão · d3 branco bispo · e3 branco peão · f3 branco cavalo · a2 branco peão · b2 branco peão · f2 branco peão · g2 branco peão · h2 branco peão · a1 branco torre · b1 branco cavalo · c1 branco bispo · d1 branco rainha · e1 branco rei · h1 branco torre | a8 preto torre · b8 preto cavalo · c8 preto bispo · d8 preto rainha · e8 preto rei · f8 preto bispo · h8 preto torre · a7 preto peão · b7 preto peão · e7 preto peão · f7 preto peão · g7 preto peão · h7 preto peão · f6 preto cavalo · c5 preto peão · d5 preto peão · d4 branco peão · c3 branco peão · d3 branco bispo · e3 branco peão · f3 branco cavalo · a2 branco peão · b2 branco peão · f2 branco peão · g2 branco peão · h2 branco peão · a1 branco torre · b1 branco cavalo · c1 branco bispo · d1 branco rainha · e1 branco rei · h1 branco torre | a8 preto torre · b8 preto cavalo · c8 preto bispo · d8 preto rainha · e8 preto rei · f8 preto bispo · h8 preto torre · a7 preto peão · b7 preto peão · e7 preto peão · f7 preto peão · g7 preto peão · h7 preto peão · f6 preto cavalo · c5 preto peão · d5 preto peão · d4 branco peão · c3 branco peão · d3 branco bispo · e3 branco peão · f3 branco cavalo · a2 branco peão · b2 branco peão · f2 branco peão · g2 branco peão · h2 branco peão · a1 branco torre · b1 branco cavalo · c1 branco bispo · d1 branco rainha · e1 branco rei · h1 branco torre | a8 preto torre · b8 preto cavalo · c8 preto bispo · d8 preto rainha · e8 preto rei · f8 preto bispo · h8 preto torre · a7 preto peão · b7 preto peão · e7 preto peão · f7 preto peão · g7 preto peão · h7 preto peão · f6 preto cavalo · c5 preto peão · d5 preto peão · d4 branco peão · c3 branco peão · d3 branco bispo · e3 branco peão · f3 branco cavalo · a2 branco peão · b2 branco peão · f2 branco peão · g2 branco peão · h2 branco peão · a1 branco torre · b1 branco cavalo · c1 branco bispo · d1 branco rainha · e1 branco rei · h1 branco torre | 3 |
| 2 | a8 preto torre · b8 preto cavalo · c8 preto bispo · d8 preto rainha · e8 preto rei · f8 preto bispo · h8 preto torre · a7 preto peão · b7 preto peão · e7 preto peão · f7 preto peão · g7 preto peão · h7 preto peão · f6 preto cavalo · c5 preto peão · d5 preto peão · d4 branco peão · c3 branco peão · d3 branco bispo · e3 branco peão · f3 branco cavalo · a2 branco peão · b2 branco peão · f2 branco peão · g2 branco peão · h2 branco peão · a1 branco torre · b1 branco cavalo · c1 branco bispo · d1 branco rainha · e1 branco rei · h1 branco torre | a8 preto torre · b8 preto cavalo · c8 preto bispo · d8 preto rainha · e8 preto rei · f8 preto bispo · h8 preto torre · a7 preto peão · b7 preto peão · e7 preto peão · f7 preto peão · g7 preto peão · h7 preto peão · f6 preto cavalo · c5 preto peão · d5 preto peão · d4 branco peão · c3 branco peão · d3 branco bispo · e3 branco peão · f3 branco cavalo · a2 branco peão · b2 branco peão · f2 branco peão · g2 branco peão · h2 branco peão · a1 branco torre · b1 branco cavalo · c1 branco bispo · d1 branco rainha · e1 branco rei · h1 branco torre | a8 preto torre · b8 preto cavalo · c8 preto bispo · d8 preto rainha · e8 preto rei · f8 preto bispo · h8 preto torre · a7 preto peão · b7 preto peão · e7 preto peão · f7 preto peão · g7 preto peão · h7 preto peão · f6 preto cavalo · c5 preto peão · d5 preto peão · d4 branco peão · c3 branco peão · d3 branco bispo · e3 branco peão · f3 branco cavalo · a2 branco peão · b2 branco peão · f2 branco peão · g2 branco peão · h2 branco peão · a1 branco torre · b1 branco cavalo · c1 branco bispo · d1 branco rainha · e1 branco rei · h1 branco torre | a8 preto torre · b8 preto cavalo · c8 preto bispo · d8 preto rainha · e8 preto rei · f8 preto bispo · h8 preto torre · a7 preto peão · b7 preto peão · e7 preto peão · f7 preto peão · g7 preto peão · h7 preto peão · f6 preto cavalo · c5 preto peão · d5 preto peão · d4 branco peão · c3 branco peão · d3 branco bispo · e3 branco peão · f3 branco cavalo · a2 branco peão · b2 branco peão · f2 branco peão · g2 branco peão · h2 branco peão · a1 branco torre · b1 branco cavalo · c1 branco bispo · d1 branco rainha · e1 branco rei · h1 branco torre | a8 preto torre · b8 preto cavalo · c8 preto bispo · d8 preto rainha · e8 preto rei · f8 preto bispo · h8 preto torre · a7 preto peão · b7 preto peão · e7 preto peão · f7 preto peão · g7 preto peão · h7 preto peão · f6 preto cavalo · c5 preto peão · d5 preto peão · d4 branco peão · c3 branco peão · d3 branco bispo · e3 branco peão · f3 branco cavalo · a2 branco peão · b2 branco peão · f2 branco peão · g2 branco peão · h2 branco peão · a1 branco torre · b1 branco cavalo · c1 branco bispo · d1 branco rainha · e1 branco rei · h1 branco torre | a8 preto torre · b8 preto cavalo · c8 preto bispo · d8 preto rainha · e8 preto rei · f8 preto bispo · h8 preto torre · a7 preto peão · b7 preto peão · e7 preto peão · f7 preto peão · g7 preto peão · h7 preto peão · f6 preto cavalo · c5 preto peão · d5 preto peão · d4 branco peão · c3 branco peão · d3 branco bispo · e3 branco peão · f3 branco cavalo · a2 branco peão · b2 branco peão · f2 branco peão · g2 branco peão · h2 branco peão · a1 branco torre · b1 branco cavalo · c1 branco bispo · d1 branco rainha · e1 branco rei · h1 branco torre | a8 preto torre · b8 preto cavalo · c8 preto bispo · d8 preto rainha · e8 preto rei · f8 preto bispo · h8 preto torre · a7 preto peão · b7 preto peão · e7 preto peão · f7 preto peão · g7 preto peão · h7 preto peão · f6 preto cavalo · c5 preto peão · d5 preto peão · d4 branco peão · c3 branco peão · d3 branco bispo · e3 branco peão · f3 branco cavalo · a2 branco peão · b2 branco peão · f2 branco peão · g2 branco peão · h2 branco peão · a1 branco torre · b1 branco cavalo · c1 branco bispo · d1 branco rainha · e1 branco rei · h1 branco torre | a8 preto torre · b8 preto cavalo · c8 preto bispo · d8 preto rainha · e8 preto rei · f8 preto bispo · h8 preto torre · a7 preto peão · b7 preto peão · e7 preto peão · f7 preto peão · g7 preto peão · h7 preto peão · f6 preto cavalo · c5 preto peão · d5 preto peão · d4 branco peão · c3 branco peão · d3 branco bispo · e3 branco peão · f3 branco cavalo · a2 branco peão · b2 branco peão · f2 branco peão · g2 branco peão · h2 branco peão · a1 branco torre · b1 branco cavalo · c1 branco bispo · d1 branco rainha · e1 branco rei · h1 branco torre | 2 |
| 1 | a8 preto torre · b8 preto cavalo · c8 preto bispo · d8 preto rainha · e8 preto rei · f8 preto bispo · h8 preto torre · a7 preto peão · b7 preto peão · e7 preto peão · f7 preto peão · g7 preto peão · h7 preto peão · f6 preto cavalo · c5 preto peão · d5 preto peão · d4 branco peão · c3 branco peão · d3 branco bispo · e3 branco peão · f3 branco cavalo · a2 branco peão · b2 branco peão · f2 branco peão · g2 branco peão · h2 branco peão · a1 branco torre · b1 branco cavalo · c1 branco bispo · d1 branco rainha · e1 branco rei · h1 branco torre | a8 preto torre · b8 preto cavalo · c8 preto bispo · d8 preto rainha · e8 preto rei · f8 preto bispo · h8 preto torre · a7 preto peão · b7 preto peão · e7 preto peão · f7 preto peão · g7 preto peão · h7 preto peão · f6 preto cavalo · c5 preto peão · d5 preto peão · d4 branco peão · c3 branco peão · d3 branco bispo · e3 branco peão · f3 branco cavalo · a2 branco peão · b2 branco peão · f2 branco peão · g2 branco peão · h2 branco peão · a1 branco torre · b1 branco cavalo · c1 branco bispo · d1 branco rainha · e1 branco rei · h1 branco torre | a8 preto torre · b8 preto cavalo · c8 preto bispo · d8 preto rainha · e8 preto rei · f8 preto bispo · h8 preto torre · a7 preto peão · b7 preto peão · e7 preto peão · f7 preto peão · g7 preto peão · h7 preto peão · f6 preto cavalo · c5 preto peão · d5 preto peão · d4 branco peão · c3 branco peão · d3 branco bispo · e3 branco peão · f3 branco cavalo · a2 branco peão · b2 branco peão · f2 branco peão · g2 branco peão · h2 branco peão · a1 branco torre · b1 branco cavalo · c1 branco bispo · d1 branco rainha · e1 branco rei · h1 branco torre | a8 preto torre · b8 preto cavalo · c8 preto bispo · d8 preto rainha · e8 preto rei · f8 preto bispo · h8 preto torre · a7 preto peão · b7 preto peão · e7 preto peão · f7 preto peão · g7 preto peão · h7 preto peão · f6 preto cavalo · c5 preto peão · d5 preto peão · d4 branco peão · c3 branco peão · d3 branco bispo · e3 branco peão · f3 branco cavalo · a2 branco peão · b2 branco peão · f2 branco peão · g2 branco peão · h2 branco peão · a1 branco torre · b1 branco cavalo · c1 branco bispo · d1 branco rainha · e1 branco rei · h1 branco torre | a8 preto torre · b8 preto cavalo · c8 preto bispo · d8 preto rainha · e8 preto rei · f8 preto bispo · h8 preto torre · a7 preto peão · b7 preto peão · e7 preto peão · f7 preto peão · g7 preto peão · h7 preto peão · f6 preto cavalo · c5 preto peão · d5 preto peão · d4 branco peão · c3 branco peão · d3 branco bispo · e3 branco peão · f3 branco cavalo · a2 branco peão · b2 branco peão · f2 branco peão · g2 branco peão · h2 branco peão · a1 branco torre · b1 branco cavalo · c1 branco bispo · d1 branco rainha · e1 branco rei · h1 branco torre | a8 preto torre · b8 preto cavalo · c8 preto bispo · d8 preto rainha · e8 preto rei · f8 preto bispo · h8 preto torre · a7 preto peão · b7 preto peão · e7 preto peão · f7 preto peão · g7 preto peão · h7 preto peão · f6 preto cavalo · c5 preto peão · d5 preto peão · d4 branco peão · c3 branco peão · d3 branco bispo · e3 branco peão · f3 branco cavalo · a2 branco peão · b2 branco peão · f2 branco peão · g2 branco peão · h2 branco peão · a1 branco torre · b1 branco cavalo · c1 branco bispo · d1 branco rainha · e1 branco rei · h1 branco torre | a8 preto torre · b8 preto cavalo · c8 preto bispo · d8 preto rainha · e8 preto rei · f8 preto bispo · h8 preto torre · a7 preto peão · b7 preto peão · e7 preto peão · f7 preto peão · g7 preto peão · h7 preto peão · f6 preto cavalo · c5 preto peão · d5 preto peão · d4 branco peão · c3 branco peão · d3 branco bispo · e3 branco peão · f3 branco cavalo · a2 branco peão · b2 branco peão · f2 branco peão · g2 branco peão · h2 branco peão · a1 branco torre · b1 branco cavalo · c1 branco bispo · d1 branco rainha · e1 branco rei · h1 branco torre | a8 preto torre · b8 preto cavalo · c8 preto bispo · d8 preto rainha · e8 preto rei · f8 preto bispo · h8 preto torre · a7 preto peão · b7 preto peão · e7 preto peão · f7 preto peão · g7 preto peão · h7 preto peão · f6 preto cavalo · c5 preto peão · d5 preto peão · d4 branco peão · c3 branco peão · d3 branco bispo · e3 branco peão · f3 branco cavalo · a2 branco peão · b2 branco peão · f2 branco peão · g2 branco peão · h2 branco peão · a1 branco torre · b1 branco cavalo · c1 branco bispo · d1 branco rainha · e1 branco rei · h1 branco torre | 1 |
|   | a | b | c | d | e | f | g | h |   |

Existem quatro variações principais para o Sistema Colle na ECO (códigos D04 e D05)que são as seguintes:
- Defesa do Bispo, ou Anti-Colle

As pretas jogam 3.Bf5, evitando o movimento Bd3 das brancas.
- Defesa Clássica

As pretas jogam 3.e6, imitando assim as brancas.
- Variação Zukertort

As brancas então desenvolvem 4.Bd3, dentro do esperado.
- Ataque Rubinstein

Após 1.d4 d5 2.Nf3 Nf6 3.e3 e6 4.4Bd3 as pretas forçam um ataque ao centro com 4.c5, as brancas respondem com 5.b3,